# 分产主义
分产主义（英語：Distributism）是宣称世界上的生产性资产应在广泛的范围而非集中的范围内持有的一种经济学理论，兴起于19世纪末20世纪初，来自于天主教社会思想，尤其是教宗良十三世1891年的通谕《新事》和庇护十一世1931年的《四十年通谕》。分产主义认为自由放任的资本主义和国有社会主义同样具有缺陷并有剥夺性，倾向于合作社、成员持有的互助组织和小企业、大规模反垄断竞争法改革等经济机制。一些诸如美国团结党的基督教民主党主张分产主义。